# John Stringfellow
John Stringfellow (1799 – 13. listopadu 1883, Spojené království) byl jeden z nejdůležitějších průkopníků na poli letectví 19. století. V období, kdy světu panovaly parní stroje, které nacházely široké uplatnění v mnoha oborech lidské činnosti a mnozí se pokoušeli tento druh pohonu implementovat také do létajících zařízení, pracoval v Chard v hrabství Somerset společně se svým spolupracovníkem Williamem Hensonem na malém výkonném parním stroji a podařilo se jim zkonstruovat letuschopné modely letadel. Henson si svůj návrh „vzdušného parního kočáru“ nechal patentovat a Stringfellow provedl roku 1848 historicky snad první uspořádaný let motorového stroje. Ačkoliv se na jeho palubě nenacházel člověk, jednalo se o velký úspěch. Jeho další práce vyústila v trojplošník poháněný unikátním parním strojem vlastní konstrukce o výkonu jedné koňské síly, který byl zalétnut na londýnské výstavě v Crystal Palace roku 1868. Svými činy se významně podílel na následném úspěchu bratří Wrightů, kteří podnikli první motorový let s letadlem těžším než vzduch s posádkou.